# Aleksandr Wawiłow
Aleksandr Aleksandrowicz Wawiłow (ur. 27 maja 1922 w Kluksowie k. Rosławia, zm. 12 października 1983 w Moskwie) – rosyjski naukowiec, specjalista w zakresie automatyki. 
W 1939 ukończył naukę w liceum i podjął studia w Leningradzkim Uniwersytecie Państwowym (LETI, obecnie Petersburski Uniwersytet Państwowy). W czasie II wojny światowej był żołnierzem Armii Czerwonej. Przerwane w 1939 r. studia na LETI ukończył w 1950 – inżynier w specjalności automatyka i telemechanika. W 1954 obronił pracę kandydacką, od 1968 doktor w zakresie teorii automatyki. W okresie 1954–1992 pracował w LETI. W 1956 został mianowany docentem, w 1969 profesorem w zakresie automatyki. Pełnił funkcje kierownika Katedry Automatyki w Instytucie Elektrotechnicznym w Leningradzie, a w 1968-1983 Rektora. Był autorem ponad 150 publikacji, w tym autorem, współautorem 11 książek i skryptów na temat analizy, syntezy i optymalizacji nieliniowych układów sterowania. Promotor 26 doktoratów (prac kandydackich).
Jest twórcą, współtwórcą 19 patentów. Był recenzentem doktoratów na Wydziale Elektrycznym Politechniki Gdańskiej. Był głównym organizatorem współpracy w zakresie wymiany naukowej, stażów doktorskich, podoktorskich, wymiany studentów, wykładów w Leningradzkim Instytucie Elektrotechnicznym z ówczesnym Wydziałem Elektrycznym i ówczesnym Wydziałem Elektroniki Politechniki Gdańskiej. Doktor honoris causa Politechniki Gdańskiej – 1975.
Zmarł w Moskwie i został pochowany na cmentarzu Serafimowskim.

## Ordery i odznaczenia
- Order Wielkiej Wojny Ojczyźnianej
- Order „Rewolucji Październikowej”
- Order „Czerwony Sztandar Pracy”
- Medal "Za Odwagę"